# Super Bomberman 2
Super Bomberman 2 (スーパーボンバーマン2 Sūpā Bonbāman Tsū?) är ett SNES-spel utvecklat av Hudson Soft och utgivet i Japan den 28 april 1994, i Nordamerika senare under samma år och i Europa den 23 februari 1995.

## Handling
Fem elaka cyborgar försöker erövra universum. Vid ankomsten till Jorden kidnappar de Bomberman, och kastar honom i en fängelsecell på sin bas. Bomberman måste stoppa cyborgarna och rädda Jorden.

### Fotnoter
1. 1 2  ”Super Bomberman 2”. Gamefaqs. 14 mars 1994. Arkiverad från originalet den 2 maj 2014. https://web.archive.org/web/20140502033113/http://www.gamefaqs.com/snes/588721-super-bomberman-2/data. Läst 30 april 2014.
2. ↑  ”Super Bomberman” (på svenska). Club Nintendo (Kungsbacka: Atlantic) (1 1995):  sid. 9. januari 1995. Läst 30 april 2014.
3. ↑  http://www.giantbomb.com/super-bomberman-2/3030-12414/releases/